# Zamek Liechtenstein
Zamek Liechtenstein – zamek położony w miejscowości Maria Enzersdorf w Dolnej Austrii w parku krajobrazowym Föhrenberge. Położony jest na wzgórzu na wysokości ok. 300 m n.p.m. Po raz pierwszy był wzmiankowany w źródłach ok. 1136 roku. Od niego swą nazwę wziął ród Liechtensteinów, który był właścicielem zamku do XIII wieku. Obecnie nadal należy do tej dynastii. Zamek zbudowany w XII wieku został zniszczony przez Turków Osmańskich w 1529 i 1683 roku i pozostawał w ruinie do 1884 roku, gdy został zrekonstruowany. W latach 1799–1808 właścicielem zamku był podskarbi litewski Stanisław Poniatowski.